# ورنگن
ورنگن (به انگلیسی: Varangaon) یک زیستگاه انسانی در هند است که در Jalgaon district واقع شده‌است.